# Taizz
Taizz eller Ta'izz (تعز) är en stad på högländerna i Jemen. Taizz är den administrativa huvudorten i provinsen Taizz och var tidigare känd för sina kaffeodlingar.
Taizz omtalas första gången när slottet Cairo byggdes i slutet av 1100-talet. När staden kom i ayyubidernas händer flyttade de sin huvudstad dit från Zabid. Taizz erövrades av rasuliderna år 1229 och av  tahiriderna år 1454. De flyttade huvudstaden till Sanaa år 1516, när Taizz erövrades av det Osmanska riket, som styrde staden till 1918 med vissa avbrott.
Från 1948 till Arabrepubliken Jemen bildades år 1962 var Taizz landets administrativa huvudstad. 

Under inbördeskriget i Jemen erövrades fästningen i Taizz av huthirebeller och i maj 2015 och under 2016 skadades flera historiska byggnader av luftanfall och bomber.